# Coppa Italia di Serie A2 2000-2001 (pallavolo femminile)
La Coppa Italia di Serie A2 di pallavolo femminile 2000-2001 si è svolta dal 24 novembre 2000 al 25 marzo 2001: al torneo hanno partecipato 16 squadre di club italiane e la vittoria finale è andata per la prima volta all'AGIL Volley.

## Regolamento
Le squadre hanno disputato una prima fase a gironi, al termine della quale la prima classificata di ogni girone ha acceduto alla Final Four: questa si è svolta con semifinali, finale per il terzo posto e finale.

## Torneo

### Tabellone
|  | Semifinali         | Semifinali         | Semifinali         |                    |      | 1º/2º posto | 1º/2º posto | 1º/2º posto |  |
|  |                    |                    |                    |                    |      |             |             |             |  |
|  | Giannino Pieralisi | Giannino Pieralisi | 3                  |                    |      |             |             |             |  |
|  | Giannino Pieralisi | Giannino Pieralisi | 3                  |                    |      |             |             |             |  |
|  | Icot               | Icot               | 2                  |                    |      |             |             |             |  |
|  | Icot               | Icot               | 2                  |                    | AGIL | AGIL        | 3           |             |  |
|  |                    |                    |                    |                    | AGIL | AGIL        | 3           |             |  |
|  |                    |                    | Giannino Pieralisi | Giannino Pieralisi | 0    |             |             |             |  |
|  | AGIL               | AGIL               | Giannino Pieralisi | Giannino Pieralisi | 0    | 3           |             |             |  |
|  | AGIL               | AGIL               |                    |                    |      | 3           |             |             |  |
|  | Roma               | Roma               | 0                  |                    |      | 3º/4º posto | 3º/4º posto | 3º/4º posto |  |
|  | Roma               | Roma               | 0                  |                    |      |             |             |             |  |
|  |                    |                    |                    |                    |      |             |             |             |  |
|  |                    |                    |                    |                    |      | Roma        | Roma        | 3           |  |
|  |                    |                    |                    |                    |      | Roma        | Roma        | 3           |  |
|  |                    |                    |                    |                    |      | Icot        | Icot        | 2           |  |

### Risultati

#### Prima fase

##### Girone A - Risultati
| 24 novembre 2000 - ore 18:00 Centro Sportivo AGIL, Trecate | AGIL          | 3 - 0 | Busto Arsizio | 25-21, 25-17, 25-19               |
| 24 novembre 2000 - ore 20:00 Centro Sportivo AGIL, Trecate | Vigevano      | 0 - 3 | Pool Piave    | 17-25, 13-25, 18-25               |
| 25 novembre 2000 - ore 16:00 Centro Sportivo AGIL, Trecate | Busto Arsizio | 3 - 2 | Vigevano      | 22-25, 25-27, 25-18, 25-21, 18-16 |
| 25 novembre 2000 - ore 18:00 Sporting Palace, Novara       | AGIL          | 3 - 1 | Pool Piave    | 26-28, 25-19, 25-21, 25-19        |
| 26 novembre 2000 - ore 16:00 Centro Sportivo AGIL, Trecate | Busto Arsizio | 1 - 3 | Pool Piave    | 18-25, 25-19, 16-25, 16-25        |
| 26 novembre 2000 - ore 18:00 Sporting Palace, Novara       | AGIL          | 3 - 1 | Vigevano      | 22-25, 25-13, 25-14, 25-13        |

##### Girone A - Classifica
| Pos. | Squadra       | Pt | G | V | P | SV | SP | Ratio | PF  | PS  | Ratio |
| ---- | ------------- | -- | - | - | - | -- | -- | ----- | --- | --- | ----- |
| 1.   | AGIL          | 9  | 3 | 3 | 0 | 9  | 2  | 4.500 | 273 | 209 | 1.306 |
| 2.   | Pool Piave    | 6  | 3 | 2 | 1 | 7  | 4  | 1.750 | 256 | 224 | 1.142 |
| 3.   | Busto Arsizio | 2  | 3 | 1 | 2 | 4  | 8  | 0.500 | 247 | 276 | 0.894 |
| 4.   | Vigevano      | 1  | 3 | 0 | 3 | 3  | 9  | 0.333 | 220 | 287 | 0.766 |

##### Girone B - Risultati
| 24 novembre 2000 - ore 16:00 PalaGalassi, Forlì | Promo Firenze | 3 - 0 | Sestese       | 25-19, 25-23, 25-22        |
| 24 novembre 2000 - ore 18:00 PalaGalassi, Forlì | Icot          | 3 - 1 | Solierese     | 25-20, 25-15, 23-25, 27-25 |
| 25 novembre 2000 - ore 16:00 PalaGalassi, Forlì | Promo Firenze | 3 - 0 | Solierese     | 30-28, 25-15, 25-21        |
| 25 novembre 2000 - ore 18:00 PalaGalassi, Forlì | Icot          | 3 - 0 | Sestese       | 25-14, 25-21, 25-17        |
| 26 novembre 2000 - ore 16:00 PalaGalassi, Forlì | Solierese     | 3 - 1 | Sestese       | 25-13, 23-25, 25-17, 25-19 |
| 26 novembre 2000 - ore 18:00 PalaGalassi, Forlì | Icot          | 3 - 1 | Promo Firenze | 25-17, 11-25, 25-20, 25-20 |

##### Girone B - Classifica
| Pos. | Squadra       | Pt | G | V | P | SV | SP | Ratio | PF  | PS  | Ratio |
| ---- | ------------- | -- | - | - | - | -- | -- | ----- | --- | --- | ----- |
| 1.   | Icot          | 9  | 3 | 3 | 0 | 9  | 2  | 4.500 | 261 | 219 | 1.191 |
| 2.   | Promo Firenze | 6  | 3 | 2 | 1 | 7  | 3  | 2.333 | 237 | 214 | 1.107 |
| 3.   | Solierese     | 3  | 3 | 1 | 2 | 4  | 7  | 0.571 | 247 | 257 | 0.961 |
| 4.   | Sestese       | 0  | 3 | 0 | 3 | 1  | 9  | 0.111 | 193 | 248 | 0.778 |

##### Girone C - Risultati
| 24 novembre 2000 - ore 16:00 Palazzetto dello Sport, Montemarciano | Giannino Pieralisi | 3 - 0 | Robursport Pesaro  | 25-18, 29-27, 25-22               |
| 24 novembre 2000 - ore 18:00 Palazzetto dello Sport, Montemarciano | Fabriano           | 2 - 3 | Tortoreto          | 25-22, 18-25, 27-25, 19-25, 12-15 |
| 25 novembre 2000 - ore 16:00 Palazzetto dello Sport, Montemarciano | Fabriano           | 1 - 3 | Giannino Pieralisi | 20-25, 27-25, 23-25, 21-25        |
| 25 novembre 2000 - ore 18:00 Palazzetto dello Sport, Montemarciano | Robursport Pesaro  | 3 - 0 | Tortoreto          | 25-23, 25-19, 25-22               |
| 26 novembre 2000 - ore 16:00 Palazzetto dello Sport, Montemarciano | Tortoreto          | 2 - 3 | Robursport Pesaro  | 19-25, 25-18, 21-25, 25-23, 12-15 |
| 26 novembre 2000 - ore 18:00 Palazzetto dello Sport, Montemarciano | Giannino Pieralisi | 3 - 1 | Fabriano           | 25-12, 25-16, 22-25, 25-17        |

##### Girone C - Classifica
| Pos. | Squadra            | Pt | G | V | P | SV | SP | Ratio | PF  | PS  | Ratio |
| ---- | ------------------ | -- | - | - | - | -- | -- | ----- | --- | --- | ----- |
| 1.   | Giannino Pieralisi | 9  | 3 | 3 | 0 | 9  | 1  | 9.000 | 251 | 201 | 1.248 |
| 2.   | Robursport Pesaro  | 5  | 3 | 2 | 1 | 6  | 6  | 1.000 | 273 | 272 | 1.003 |
| 3.   | Tortoreto          | 3  | 3 | 1 | 2 | 5  | 8  | 0.625 | 278 | 282 | 0.985 |
| 4.   | Fabriano           | 1  | 3 | 0 | 3 | 4  | 9  | 0.444 | 262 | 309 | 0.847 |

##### Girone D - Risultati
| 24 novembre 2000 - ore 16:00 PalaFlorio, Bari | Lercara      | 2 - 3 | Roma           | 25-23, 23-25, 20-25, 25-22, 13-15 |
| 24 novembre 2000 - ore 18:00 PalaFlorio, Bari | Amatori Bari | 0 - 3 | Stella Azzurra | 24-26, 15-25, 19-25               |
| 25 novembre 2000 - ore 16:00 PalaFlorio, Bari | Roma         | 3 - 1 | Stella Azzurra | 25-14, 15-25, 25-18, 25-20        |
| 25 novembre 2000 - ore 18:00 PalaFlorio, Bari | Amatori Bari | 2 - 3 | Lercara        | 25-15, 21-25, 25-21, 18-25, 12-15 |
| 26 novembre 2000 - ore 16:00 PalaFlorio, Bari | Lercara      | 0 - 3 | Stella Azzurra | 20-25, 18-25, 23-25               |
| 26 novembre 2000 - ore 18:00 PalaFlorio, Bari | Amatori Bari | 0 - 3 | Roma           | 9-25, 9-25, 14-25                 |

##### Girone D - Classifica
| Pos. | Squadra        | Pt | G | V | P | SV | SP | Ratio | PF  | PS  | Ratio |
| ---- | -------------- | -- | - | - | - | -- | -- | ----- | --- | --- | ----- |
| 1.   | Roma           | 8  | 3 | 3 | 0 | 9  | 3  | 3.000 | 275 | 215 | 1.279 |
| 2.   | Stella Azzurra | 6  | 3 | 2 | 1 | 7  | 3  | 2.333 | 228 | 209 | 1.090 |
| 3.   | Lercara        | 3  | 3 | 1 | 2 | 5  | 8  | 0.625 | 268 | 286 | 0.937 |
| 4.   | Amatori Bari   | 1  | 3 | 0 | 3 | 2  | 9  | 0.222 | 191 | 252 | 0.757 |

#### Semifinali
| 24 marzo 2001 - ore 16:00 Centro Sportivo AGIL, Trecate | Giannino Pieralisi | 3 - 2 | Icot | 28-30, 25-15, 25-18, 27-29, 16-14 |
| 24 marzo 2001 - ore 18:00 Centro Sportivo AGIL, Trecate | AGIL               | 3 - 0 | Roma | 25-18, 25-22, 25-20               |

#### Finale 3º posto
| 25 marzo 2001 - ore 16:00 PalaFonte, Roma | Roma | 3 - 2 | Icot | 25-21, 25-16, 23-25, 18-25, 15-13 |

#### Finale
| 25 marzo 2001 - ore 18:00 Sporting Palace, Novara | AGIL | 3 - 0 | Giannino Pieralisi | 29-27, 25-20, 25-23 |